# Saint-Benin-des-Bois
Saint-Benin-des-Bois este o comună în departamentul Nièvre din centrul Franței. În 2009 avea o populație de 196 de locuitori.

## Evoluția populației
| An        | 1975 | 1982 | 1990 | 1999 | 2006 | 2009 |
| --------- | ---- | ---- | ---- | ---- | ---- | ---- |
| Populație | 266  | 220  | 161  | 171  | 200  | 196  |